# ستراتونيس
ستراتونيس بنت دمتريوس اليونانية، ملكة الإمبراطورية السلوقية وزوجة الملك سلقيس المنصور من عام 300 قبل الميلاد حتى عام 294 قبل الميلاد.

## السيرة الشخصية
كانت ستراتونيس السلوقية ابنة الملك ديميتريوس الأول المقدوني وزوجته فيلا، ابنة انتيباتر. في عام 300 قبل الميلاد، لم تكن لديها من أعوام أكثر من سبعة عشر عامًا، تم طلب يدها من قبل سلوقس الأول، ملك السلوقيون، وقام بها والدها ديمتريوس إلى ساحل بيريان (في مقدونيا القديمة)، حيث تم الاحتفال بزفافها بروعة شديدة. على الرغم من فارق العمر بينهما، يبدو أنها عاشت في وئام تام مع الملك القديم لبضع سنوات، حيث ولدت بالفعل طفلة، وهي ابنة تدعى فيلا، عندما تم اكتشاف أن ابن زوجها أنطيوخوس الأول كان يعشقها بشدة، تخلى سلوقس عن ستراتونيس وزوّجها من الأمير الشاب، من أجل إنقاذ حياة ابنه، الذي تعرض للخطر من عنف شغفه، في 294 قبل الميلاد، الذي كان في الوقت نفسه ملكا للمقاطعات الشرقية. وولدت له ستراتونيس خمسة أطفال.
قام أنطوخيوس بتسمية مدينة ستراتونيكيا في إقليم كاريا باسمها.

## أطفالها
من سلوقس الأول:
- فيلا، التي تزوجت في وقت لاحق من عمها أنتيغونوس الثاني غوناتاس.[6]

من أنطيوخوس الأول:
- سيليزيوس، الذي أعدم بسبب تمرده.
- لاوديس
- اباما الثاني، الذي تزوج من ماجاس القيروانية وكانت والدة برنيكي الثانية المصرية.
- ستراتونيس المقدونية، التي تزوجت ابن أخيها أو ابن عمها ديمتريوس الثاني (ابن فيلا وأنتيغونوس الثاني).
- أنطيوخوس الثاني، الذي خلف والده كملك.

كان بطليموس، المتلهف على تحسين العلاقات مع ليسيماخوس، قد منحه ابنته أرسينو للزواج بها. ولكن سرعان ما قوضت المطالب الإقليمية لساليكوس (مثل استسلام سيليكيا ومدينتي صور وصيدا) دُمرت العلاقة المنسجمة بينه وبين ديمتريوس.

## فهرس
- Smith, William (editor); Dictionary of Greek and Roman Biography and Mythology, "Stratonice (3)", Boston, (1867)